# Шон Маттаяс
Шон Маттаяс (англ. Shawn Matthias, нар. 19 лютого 1988, Місісага) — канадський хокеїст, що грав на позиції нападника.
Провів понад 500 матчів у Національній хокейній лізі.

## Ігрова кар'єра
Хокейну кар'єру розпочав 2004 року виступами за юніорську команду ОХЛ «Бельвіль Буллз».
2006 року був обраний на драфті НХЛ під 47-м загальним номером командою «Детройт Ред-Вінгс». 27 лютого 2007 року права на гравця були продані клубу «Флорида Пантерс» в обмін на Тодда Бертуцці.
18 січня 2008 року «пантери» викликали Шона з Бельвіля, а наступного дня він двічі відзначився в матчі проти «Вашингтон Кепіталс», які захищав голкіпер Брент Джонсон.
4 березня 2014 року Маттаяса разом із воротарем Якобом Маркстремом обміняли на гравців «Ванкувер Канакс» Роберто Луонго та Стівена Ентоні.
13 лютого 2015 року Маттаяс став автором хет-трику в кар'єрі у переможному матчі «Канакс» проти «Бостон Брюїнс» 5–2.
6 липня 2015 року Шон підписав однорічний контракт з «Торонто Мейпл-Ліфс», як вільний агент.
Другу частину сезону 2015–16 канадець провів у складі «Колорадо Аваланч».
1 липня 2016 року Маттаяс залишив «Аваланч» як вільний агент, погодившись на дворічну угоду з «Вінніпег Джетс».

## Збірна
У складі молодіжної збірної Канади чемпіон світу 2008 року.

## Статистика

### Клубні виступи
| Сезон        | Клуб                 | Ліга         | Регулярний сезон | Регулярний сезон | Регулярний сезон | Регулярний сезон | Регулярний сезон | Плей-оф | Плей-оф | Плей-оф | Плей-оф | Плей-оф |
| Сезон        | Клуб                 | Ліга         | І                | Г                | П                | О                | ШХ               | І       | Г       | П       | О       | ШХ      |
| ------------ | -------------------- | ------------ | ---------------- | ---------------- | ---------------- | ---------------- | ---------------- | ------- | ------- | ------- | ------- | ------- |
| 2004–05      | «Бельвіль Буллз»     | ОХЛ          | 37               | 1                | 1                | 2                | 15               | 3       | 0       | 0       | 0       | 0       |
| 2005–06      | «Бельвіль Буллз»     | ОХЛ          | 67               | 13               | 21               | 34               | 42               | 6       | 3       | 0       | 3       | 2       |
| 2006–07      | «Бельвіль Буллз»     | ОХЛ          | 64               | 38               | 35               | 73               | 61               | 15      | 13      | 5       | 18      | 10      |
| 2007–08      | «Бельвіль Буллз»     | ОХЛ          | 53               | 32               | 47               | 79               | 50               | 1       | 1       | 0       | 1       | 0       |
| 2007–08      | «Флорида Пантерс»    | НХЛ          | 4                | 2                | 0                | 2                | 2                | —       | —       | —       | —       | —       |
| 2008–09      | «Флорида Пантерс»    | НХЛ          | 16               | 0                | 2                | 2                | 2                | —       | —       | —       | —       | —       |
| 2008–09      | «Рочестер Американс» | АХЛ          | 61               | 10               | 10               | 20               | 16               | —       | —       | —       | —       | —       |
| 2009–10      | «Флорида Пантерс»    | НХЛ          | 55               | 7                | 9                | 16               | 10               | —       | —       | —       | —       | —       |
| 2009–10      | «Рочестер Американс» | АХЛ          | 27               | 6                | 7                | 13               | 12               | 7       | 2       | 5       | 7       | 7       |
| 2010–11      | «Флорида Пантерс»    | НХЛ          | 51               | 6                | 10               | 16               | 16               | —       | —       | —       | —       | —       |
| 2011–12      | «Флорида Пантерс»    | НХЛ          | 79               | 10               | 14               | 24               | 49               | 7       | 0       | 1       | 1       | 6       |
| 2012–13      | «Блек Вінгз Лінц»    | Австрія      | 4                | 1                | 2                | 3                | 0                | —       | —       | —       | —       | —       |
| 2012–13      | «Флорида Пантерс»    | НХЛ          | 48               | 14               | 7                | 21               | 16               | —       | —       | —       | —       | —       |
| 2013–14      | «Флорида Пантерс»    | НХЛ          | 59               | 9                | 7                | 16               | 14               | —       | —       | —       | —       | —       |
| 2013–14      | «Ванкувер Канакс»    | НХЛ          | 18               | 3                | 4                | 7                | 12               | —       | —       | —       | —       | —       |
| 2014–15      | «Ванкувер Канакс»    | НХЛ          | 78               | 18               | 9                | 27               | 16               | 6       | 1       | 1       | 2       | 10      |
| 2015–16      | «Торонто Мейпл-Ліфс» | НХЛ          | 51               | 6                | 11               | 17               | 12               | —       | —       | —       | —       | —       |
| 2015–16      | «Колорадо Аваланч»   | НХЛ          | 20               | 6                | 5                | 11               | 8                | —       | —       | —       | —       | —       |
| 2016–17      | «Вінніпег Джетс»     | НХЛ          | 45               | 8                | 4                | 12               | 13               | —       | —       | —       | —       | —       |
| 2017–18      | «Вінніпег Джетс»     | НХЛ          | 27               | 1                | 2                | 3                | 10               | —       | —       | —       | —       | —       |
| Усього в НХЛ | Усього в НХЛ         | Усього в НХЛ | 551              | 90               | 84               | 174              | 180              | 13      | 1       | 2       | 3       | 16      |

### Збірна
| Рік              | Команда          | Турнір           | Місце            | І  | Г | П | О | ШХ |
| ---------------- | ---------------- | ---------------- | ---------------- | -- | - | - | - | -- |
| 2006             | Канада           | ЮЧС18            | 4-е              | 7  | 1 | 0 | 1 | 2  |
| 2008             | Канада           | МЧС              | 1                | 7  | 3 | 1 | 4 | 4  |
| Молодіжна збірна | Молодіжна збірна | Молодіжна збірна | Молодіжна збірна | 14 | 4 | 1 | 5 | 6  |